# دينيسي سوليفان
دينيسي سوليفان (بالإنجليزية: Denise Sullivan)‏ هي صحفية وكاتِبة أمريكية، ولدت في 6 فبراير 1961.

## وصلات خارجية
- دينيسي سوليفان على موقع أول ميوزيك (الإنجليزية)